# دی‌اتیل اتر
دی اتیل اتر یکی از فراورده‌های شیمیایی می‌باشد که از آب‌گیری الکل اتیلیک ۹۶ درصد در مجاورت اسید سولفوریک ۹۸ درصد در دمای ۱۴۰ درجه سانتیگراد بدست می‌آید.
اتر یکی از حلالهای مهم غیر قطبی در شیمی می‌باشد.
به علت واکنش‌پذیری کم آن و همچنین نقطه جوش پایین آن (۳۴) حلال خوبی برای استخراج مواد آلی غیر قطبی می‌باشد.
اتر بی هوش‌کننده ایست که به عنوان حلال هم بکار برده می‌شود تعداد زیادی از داروهای شیمیایی تحت نام «اتر» نامیده می‌شوند ولی این کلمه در کل به مفهوم «اتیل اتر» است.
به گزارش سلامت نیوزبه نقل از پایگاه خبری مدیکال گاید، اتر مایع فراری است که خیلی سریع در حرارت معمولی به صورت گاز در می‌آید، اتر چون حل‌کننده هم هست بیشتر به عنوان حلال داروها به کار برده می‌شود، یکی دیگر از خواص اتر خاصیت تمیزکنندگی آن است و در آغاز کشف این دارو اتر به عنوان بیهوش‌کننده مورد استفاده قرار گرفت و حدود سال ۱۸۴۰ مصرف آن به میزان فوق‌العاده به خصوص در آمریکا افزایش یافت و از آن پس برای مدت بیش از۱۰۰ سال اتروکلروفرم از جمله مواد اولیه هوش بری بودند و به همین جهت در تمام بیمارستان‌ها هنوز بوی این دو دارو به مشام می‌رسد.
در دهه سال‌های ۱۹۲۰ و ۱۹۳۰ طریقه استعمال اتر به صورت قطره‌ای متداول گشت به این ترتیب که ماسکی را روی بینی بیماری که احتیاج به عمل جراحی داشت قرار می‌دهند واتر را به صورت قطره بر روی گاز پارچه‌ای که در داخل ماسک تصفیه شده‌است می‌چکانند، این عمل باید با دقت و احتیاط فراوان انجام شده تا هوای اطراف به داروی بیهوش‌کننده آلوده نشود، به هر حال چه مانند زمان سابق با ریختن قطرات اتر بر روی یک تکه پارچه و چه متدهای جدید علمی همیشه اتر یک داروی بیهوشی قوی است، امروزه داروهای جدیدی کشف شده‌اند که همپای اتر مسئله بیهوشی را به مقیاس وسیعی حل کرده‌است